# Philip Karger

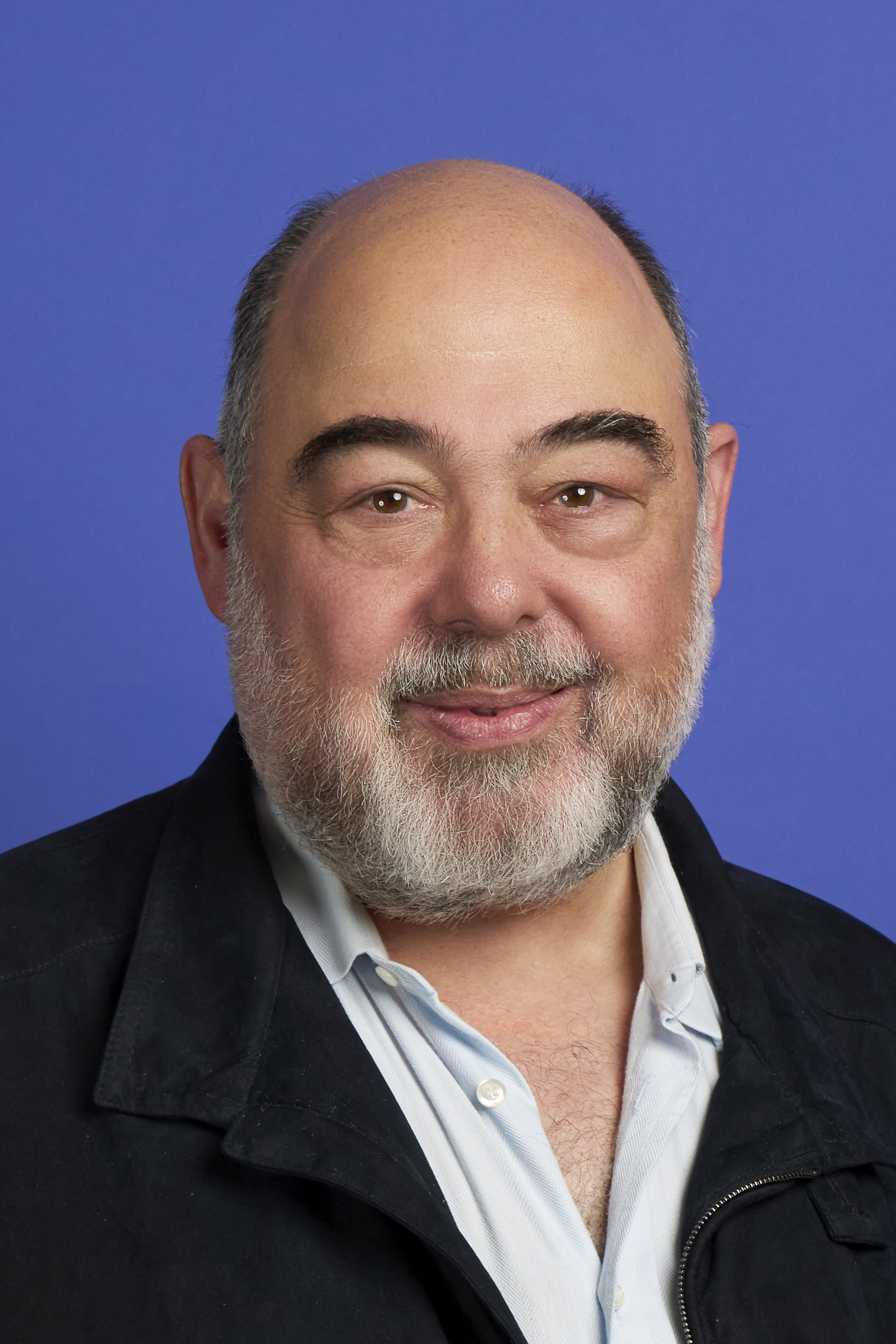
Philip Karger

Philip Karger (* 3. November 1960) ist ein freischaffender Schweizer Unternehmensberater, Fotograf und Autor sowie Politiker (LDP) aus Basel.

## Leben
Philip Karger ist gelernter Landwirt. Nach verschiedenen Tätigkeiten bei Migros und Manor, dem Aufbau eines eigenen Multimedia-Vertriebs für wissenschaftliche Anwendungen und der Leitung der Buchhandlung Karger-Libri machte er sich als Marketingberater selbständig. Da viele kleine und mittlere Unternehmen mehr als eine reine Marketingberatung wünschen, spricht Karger heute von KMU-Beratung.
Neben seiner Beratungstätigkeit hat sich Karger auch als Fotograf einen Namen gemacht. Sein Hauptaugenmerk liegt auf der besonderen Art des Sehens, er verbindet Natur und Technik. Naturfotografie und Bilder der Stadt Basel runden sein Portfolio ab. Karger hat eine besondere Art, mit Licht umzugehen. Seine Bilder stehen unter dem Motto: „Sehen ist die Kunst - die Kunst des Sehens“. Karger hatte 2011 und 2019 jeweils eine erfolgreiche Ausstellung. Die Ausstellung von 2019 wird von einem Fotobuch begleitet.
Als Autor hat Karger in der Reihe "Freddy" vier Kinderbücher veröffentlicht: "Freddy lernt schwimmen", "Freddy der stinkende Streich", "Freddy der Elefantenschreck", "Freddy rettet Blacki", von denen insgesamt über 500 Exemplare verkauft wurden. Freddy ist der frechste Affe im Urwald und erlebt pro Buch einen Streich, den er dann abends im Bett Revue passieren lässt. Die Bücher sind vergriffen, können aber noch antiquarisch erworben werden.
Das Buch „Basilia. Eine Basiliskin entdeckt Basel“ ist ein Buch für Baslerinnen und Basler jeden Alters. Der weibliche Basilisk besucht Basiliken-Brunnen, -Skulpturen, -Reliefs und -Bilder in der Stadt Basel und erfährt von ihnen etwas über den Ort an dem sie sich befinden. Das Buch ist so aufgebaut, dass die Basiliken nacheinander besucht werden können. Die Idee zu ‚Basilia, eine Basiliskin erobert Basel‘ entstand aus der Erkenntnis, dass Baslerinnen und Basler (inkl. dem Autor) von jung bis alt relativ wenig über ihre Stadt wissen. Fragen wie «warum heisst die Falknerstrasse so» oder «was ist die Geschichte hinter dem Elsässerdenkmal» werden in diesem Buch beantwortet. Der Autor vermittelt dieses Wissen auf fantasievolle und spielerische Weise.
Im Jahr 2014 wurde Karger vom Verleger des Victor Goldschmidt Verlags gebeten, die Geschichte vom Auszug der Israeliten aus Ägypten so zu erzählen, dass sie für Kinder interessant ist und zum Nachdenken anregt. Mit ‚Jakobs Auszug‘ erzählt er diese Geschichte aus dem Alten Testament aus der Sicht eines Esels, der alles beobachtet. Der Esel wächst in den Ställen des Pharao auf und kommt später zu einer jüdischen Familie, mit der er dann auch aus Ägypten auszieht.
Philip Karger ist Mitglied der Israelitischen Gemeinde Basel.
Politik
Seit 2007 engagiert er sich bei der LDP. 2015 kandidierte er vergeblich auf Platz 24 der LDP-Liste für den Schweizer Nationalrat.
Am 1. Februar 2022 rückte Karger als Nachfolger von François Bocherens in den Grossrat des Kantons Basel-Stadt nach.
Seine Hauptthemen sind Bildung (Bildung ist unser höchstes Gut und Voraussetzung für ein friedliches Zusammenleben der Menschen) und eine gesunde Wirtschaft (Voraussetzung für einen funktionierenden Staat, ohne Wirtschaft keine Steuern, also kein Geld für die öffentliche Hand).
Wichtig ist ihm, Kompromisse im liberalen Sinne zu finden, und zwar über Parteigrenzen hinweg. Es geht ihm um ein Miteinander und nicht um ein Gegeneinander.
Karger ist in verschiedenen Vereinen aktiv und ehrenamtlich tätig. Unter anderem ist er
- seit 2020 Vizepräsident der Gesellschaft Schweiz-Israel Sektion Basel[6]
- seit 2019 Vorstandsmitglied von "pro-KMU.net"[7]
- seit 2010 Gründungsmitglied: "FEXX, Fachstelle Extremismus - und Gewaltprävention"
- Seit 2008 Kommissionspräsident des "Zentrums für Brückenangebote"[8]
- seit 2008 Vorstandsmitglied der Liberaldemokratischen Partei Basel-Stadt[9]
- seit 1999 Gründungsmitglied: "akdh, Aktion Kinder des Holocaust"